# Образовање код куће
Образовање код куће или школовање код куће (енгл. homeschooling, home education, home learning) представља школовање или образовање код куће у властитој режији, а не у школи (школској установи). Само образовање код куће врше родитељи или старатељи, а понекад и приватни учитељ. Мада је, прије увођења закона о обавезном школовању, образовање већ било извођено код куће (посебно у Енглеској и САД), или у оквиру цркве или манастира, у Србији; у модерном смислу ријечи, школовање код куће је алтернатива формалном школовању у школским установама. Образовање код куће је посебно раширено у развијеним земљама Запада: САД, Енглеска, Канада, Аустралија. У неким земљама образовање код куће у властитој режији је легална могућност за родитеље који желе својој дјеци да омогуће образовање под другачијим околностима од оних које постоје у школи тј. школским установама, било државним или приватним. Мотивације за школовање код куће умјесто школовања у школским установама могу бити различите: од незадовољства са школама у подручју у којем породица са дјецом живи, па до општег незадовољства са образовним системом у данашњим школама било државним или приватним. Ту могу бити и лични разлози родитеља, због којих не желе да дају дјецу у локалну школу.

## Историја
У прошлости, образовање (школовање) је углавном било доступно малом броју дјеце и то углавном из богатих породица (елите). Већина дјеце је била код куће и нису имала могућност да буду учена тј. да добију академско образовање. Најраније обавезно образовање (школовање) на Западу почиње да се појављује крајем 17-ог и почетком 18-ог вијека у Њемачкој (Пруска).
1964. године, Џон Калдвел Холт (енгл. John Caldwell Holt) издао је књигу под насловом „Како дјеца нису успјела“ (енгл. How Children Fail) у којој критикује традиционалне школе. Он је сматрао да је традиционално школовање дјеце у школским установама неуспјешно, јер се изводи притисак на дјецу. Резултати истраживања америчких стручњака за образовање, Рајмонда и Дороти Мур (енгл. Raymond and Dorothy Moore) на пољу раног образовања дјеце те њиховог тјелесног (физичког)и менталног развоја, показују, да је формално школовање у школским установама прије него што дјеца напуне 8-12 година старости чак штетно.
Мурови сматрају, да је формално обавезно школовање дјеце у школама (школским установама) штетно са академског, социјалног, менталног и чак психолошког видика. Доказали су да су, повећани упис дјеце у тзв. специјалне школе, проблеми понашања и непослушности резултат раног обавезног школовања дјеце у школама. Показали су да су дјеца неписмених мајки из афричких племена социјално и емоционално много напреднија него дјеца Западне цивилизације, гледано са становишта Западног стандарда. Њихова главна порука је та, да је повезаност родитеља са дјететом те дјететов емоционални развој код куће, прекинут са уписом и одласком у школу, и не може бити нити надокнађено нити касније поправљено у школи, тј. школској установи. Мурови сматрају, да је за већину дјеце много боље да су код куће са родитељима, него са најдаровитијим учитељима у школи тј. школској установи. Након тих истраживања, Мурови су се потпуно окрећу ка Образовању код куће, те почињу на велико промовисати и заговарати образовање код куће. 1975. године издају књигу под насловом „Боље касније него раније“ (енг: Better Late Than Early), 1981. године књигу под насловом „Дјеца одгајана код куће“ (енгл. Home Grown Kids) и друге.
Образовање код куће постаје избор све већег броја родитеља, који нису задовољни школским системом и који желе да своју дјецу заштите од негативних утицаја којима су дјеца изложена када су у школама тј. школским установама. Посебно то важи за период основне и средње школе.
Неке од знаних личности, које су се образовале код куће:
Блез Паскал (Blaise Pascal) (1623-1662), 
Ханс Кристијан Андерсен (Hans Christian Andersen) (1805-75), 
Абрахам Линколн (Abraham Lincoln) (1809-1865), 
Чарлс Дикенс (Charles Dickens) (1812-1870), 
Марк Твен (Mark Twain) (1835-1910), 
Ендру Карнеги (Andrew Carnegie) (1835-1919), 
Томас Алва Едисон (Thomas A. Edison) (1847-1931), 
Пјер Кири (Pierre Curie) (1859-1906), 
Винстон Черчил (Winston Churchill) (1874-1965), 
Конрад Аденауер (Konrad Adenauer) (1876-1967), 
Чарли Чаплин (Charles Chaplin) (1889-1977), 
Агата Кристи (Agatha Christie) (1890-1976), 
Френклин Делано Рузвелт (Franklin D. Roosevelt) (1882- 1945), 
Џорџ Смит Патон (George Patton) (1885-1945), 
Станислав Игнаци Виткјевич (Stanisław Ignacy Witkiewicz) (1885-1939), 
Јехуди Менухин (Yehudi Menuhin) (1916-1999), 
Елизабета II (Elizabeth II) (1926-).

## Мотивација
Разлози због којих се родитељи одлучују да образују или школују дјецу код куће су различити. По подацима за САД (2003. г), 33% породица које образују (школују) дјецу код куће, навеле су да су се за то одлучили из религиозних разлога; 30% сматра да су у школама лоши услови за учење; 14% се не слаже са тим шта се у школи учи; 11% сматра да дјеца немају довољно академског изазова а 9% је навело морал као главни разлог због чега школују дјецу код куће. 85% родитеља који школују дјецу код куће је навело следеће разлоге због чега су се одлучили да школују дјецу код куће (сигурност, дрога, насилништво, притисак од стране друге дјеце у разреду); 72% је навело морално и вјерско учење као важан разлог; 68% је навело као разлог, незадовољство са академским учењем у школама.
Други разлози због којих се родитељи опредјељују да образују дјецу код куће су слједећи: флексибилност образовања, родитељи који се из разних ралога често селе; бољи услови код куће за: даровиту дјецу, за дјецу која имају потешкоће са учењем, за дјецу која желе да се баве интезивније и са другим активностима као што су музика и спорт итд.

## Образовање код куће и упис на факултет
Недостатак формалне дипломе или свједочанства о завршеној школи, може да буде проблем када дјеца, која су се образовала код куће, желе да се упишу на факултет. У различитим државама свијета родитељи тај проблем рјешавају на различите начине. У државама, гдје се дјеца формално морају уписати у школу, а само образовање обављају код куће родитељи, родитељи немају проблем са формалном дипломом или свједочанством за своју дјецу, јер дијете на крају школске године, након што положи захтијеване испите, добије свједочанство о завршеном разреду.
У државама гдје родитељи нису дужни да формално дијете упишу у школу, родитељи за завршне разреде потраже одговарајућу школску установу, код које дијете може да обави испите и на тај начин добије формалну диплому или свједочанство о завршеној школи. Постоје школе које изводе тзв. школовање на даљину, гдје дјеца добију учни материјал од школе, и код куће то обраде. Школа им пошаље и тестове, које дјеца ураде и пошаљу школи. Школа им онда на крају године изда свједочанство о завршеном разреду.
У САД и неким другим земљама, гдје је образовање код куће доста раширено, многе високошколске установе су већ добро упознате са том врстом образовања и за такву дјецу имају отворена врата. У САД, све више студената, који су се до уписа на факултет школовали код куће у властитој режији, дипломира на престижним универзитетиа, укључујући и оне врло селективне са веома високим стандардима као што су: Харвард, Станфорд, Корнел, Браун, Дартмаут Колеџ и Принстон.

## Статистика - стање у свијету

### Европа

#### Аустрија
Стање: Легално
Образовање код куће или школовање код куће је легално у Аустрији.

#### Велика Британија
Стање: Легално
Образовање код куће је легално у Енглеској и Велсу.

#### Ирска
Стање: Легално
Образовање код куће или школовање код куће је легално у Ирској.

#### Мађарска
Стање: Легално
Образовање код куће је легално у Мађарској. Дјеца морају ра се образују по учном нацрту (програму) државе те два пута годишње морају полагати испите.

#### Норвешка
Стање: Легално
Образовање код куће је легално у Норвешкој и расте из године у годину. Да би родитељи почели образовати дијете (дјецу) код куће, морају да обавијесте локалне органе за школство о својој одлуци. По закону, локални органи морају да надзорују образовање код куће. Најчешћи облик надзора је посјета од стране надзорног учитеља два пута годишње. Закон наводи да надзор мора бити у сагласности са родитељима.

#### Њемачка
Стање: Илегално
Од 1938. године, образовање код куће је илегално у Њемачкој. Многи родитељи који желе да образују дјецу код куће приморани су да то раде илегално.

#### Пољска
Стање: Легално
Образовање код куће је легално у Пољској. Родитељи имају право да изаберу начин школовања за своју дјецу, с тим да морају да задовоље, стриктне захтјеве локалне регулативе.

#### Румунија
Стање: Тренутно није дозвољено
Румунско удружење за образовање код куће тренутно ради на томе да држава легализује образовање код куће и да родитељи добију право до слободног избора начина образовања своје дјеце.

#### Словенија
Стање: Легално
Образовање код куће је легално у Словенији.
Број дјеце која се школују код куће ("izobraževanje na domu" на словеначком језику) у Словенији расте.
У Словенији је потребно да се дијете упише у локалну школу. Само школовање (образовање) родитељи обављају код куће. На крају школске године дијете треба да положи предметне испите код своје локалне школе.

#### Србија
Нацрт закона о основном образовању предвиђа у члану 36 образовање код куће.

#### Украјина
Стање: Легално
Образовање код куће је од 2000-те год легално у Украјини. Међутим локалне власти често занемарују (игноришу) закон те сами постављају родитељима додатне захтјеве.

#### Француска
Стање: Легално
Образовање код куће је легално у Француској, али је јако строга регулатива. Родитељима је избор ограничен само на одређене школе које је држава одобрила. У супротном, родитељи су подвргнути редовној инспекцији код куће од стране државних органа.

#### Холандија
Стање: Технички није дозвољено
Образовање код куће по закону у Холандији технички није дозвољено. Међутим, родитељи могу одбити да шаљу дјецу у школе из личних вјерских (религиозних) разлога.

#### Црна Гора
Стање: Легално
Образовање код куће је легално у Црној Гори. Закон о основном образовању и васпитању у Црној Гори опрједјељује „образовање код куће“ као образовање које организује родитељ. Члан 37. каже, да родитељи могу организовати образовање дјеце и код куће. Родитељ је дужан да, најмање 3 мјесеца прије почетка школске године, у писаној форми обавијести школу у коју је дијете уписано, да организује образовање код куће. Члан 38. говори о провјеравању знања образовања код куће. У прва три разреда провјерава се знање из матерњег језика, математике и природе и друштва. Од IV до IX разреда провјерава се знање из свих предмета.

#### Швајцарска
Стање: Легално
Образовање код куће је легално у Швајцарској, али је регулатива веома строга.

### Сјеверна Америка

#### Канада
Стање: Легално
Образовање код куће или школовање код куће је легално у Канади.

#### Сједињене Америчке Државе (САД)
Стање: Легално
Образовање код куће је легално у Сједињеним Америчким Државама (САД), премда се закони разликују од државе до државе.

### Јужна Америка

#### Бразил
Стање: Илегално
Ниједан закон у Бразилу. не даје родитељима право да могу школовати дјецу код куће.

#### Чиле
Стање: Легално
Образовање код куће или школовање код куће је легално у Чилеу.

### Азија и Пацифик

#### Аустралија
Стање: Легално
Образовање код куће је легално у Аустралији у свих 6 аустралијских држава и 2 територије. Покрет за образовање код куће је добро организован и има дужу традицију. У неким државама настоје да уведу строгу регулативу на све породице које школују дјецу код куће. Родитељи се веома противе таквој регулацији и притиску од стране државе, јер сматрају, да су родитељи ти који су одговорни за своју дјецу те да родитељи одлучују о томе како ће се њихова дјеца образовати.

#### Израел
Стање: Легално
Образовање код куће је легално у Израелу. Да би могли своју дјецу да образују код куће, родитељи треба да добију дозволу за то од Министарства за школство. Родитељи су дужни да напишу писмо Министратву, гдје образложе своје разлоге, због којих желе да имају дјецу код куће и да их тако образују. Пошто добију дозволу од Министарства, родитељи су дужни да се држе упутстава локалних званичника.

#### Нови Зеланд
Стање: Легално
Образовање код куће је легално на Новом Зеланду. Образовање код куће је напредовало годинама због позитивног односа државе до тог облика образовања. Данас, родитељи који желе да образују дјецу код куће, морају дјецу да региструју код Министарства за школство.

#### Јапан
Стање: Законске одредбе нејасне
Задњих година образовање код куће почело је да интересује пословни дио друштва у Јапану.

#### Сингапур
Стање: Легално
Образовање код куће је легално у Сингапуру, али је доста строга регулатива.

#### Тајван
Стање: Легално
Образовање код куће је легално на Тајвану. Дјеца морају извјештавати државне органе о успјеху и резултатима свог образовања код куће.

#### Филипини
Стање: Легално
Образовање код куће је легално на Филипинима и тек је у повојима. У филипинском уставу, члан XIV одјељак 1(2) стоји да држава "... неће ограничавати природно право родитеља да одгајају своју дјецу." Даље стоји и то, да религиозне групе, мисионарски одбори и поједине фамилије могу да се одвоје од државног система образовања - државних школа, те установе своје приватно властито образовање (у властитој режији), односно, образовање код куће. Али исто тако се наводи у одјељку 4(1) да „Држава подразумијева комплементарне улоге државних и приватних институција у образовном систему и на тај начин ће извршавати надзор и регулацију свих образовних институција у разумним оквирима“.